# Гриньов Володимир Борисович
Володи́мир Бори́сович Гриньо́в (нар. 26 липня 1945, Велика Троїця, Білгородська область, РРФСР) — український політичний діяч, науковець-механік. Віце-президент по роботі з регіональними структурами Міжрегіональної Академії управління персоналом (1999—2005), член Правління Фонду сприяння місцевому самоврядуванню України. Доктор технічних наук, професор, академік Академії інженерних наук України. Кандидат на виборах Президента України 1991 року.

## Трудова та наукова діяльність
Народився в сім'ї селян. Одружений, виховав дітей.
В 1968 закінчив з відзнакою Харківський політехнічний інститут (ХПІ) за фахом «Динаміка і міцність машин». В 1972 захистив в ХПІ кандидатську дисертацію на тему «Некоторые вопросы оптимизации деформируемых элементов конструкций». Працював інженером, асистентом, доцентом, професором Харківського політехнічного інституту, з 1979 — завідувач кафедрою Теоретичної і математичної фізики (в 1981 перейменована в кафедру Прикладної математики). У 1981 році — захистив докторську дисертацію. У 1985 році в рамках наукового обміну деякий час працював у Вищій технічній школі в Дармштадті (НДР).
Був першим вченим, хто зміг, використовуючи математичний апарат принципу максимуму Понтрягіна, розробити теорію і чисельні методи оптимального проектування елементів конструкцій машин по спектральним, динамічним і потужностним характеристикам.
У 1990 році, після обрання на посаду заступника голови Верховної Ради УРСР, покинув ХПІ.
Після завершення політичної кар'єри повернувся до наукової. З 1999 по 2005 роки обіймав низку керівних посад Міжрегіональної Академії управління персоналом, зокрема віце-президента по роботі з регіональними структурами. Станом на 2017 рік обіймав посаду професора кафедри будівельної механіки Харківського національного університету будівництва й архітектури.

## Громадсько-політична діяльність
Член КПРС, делегат XXVII з'їзду КПРС (1986) та XXVII з'їзду КПУ (1990).
1989 — співголова Харківської крайової організації Народного Руху України за перебудову (разом із Г. Алтуняном, В. Бойком, А. Кондратенком, В. Щербиною).
1990—1991 — член «Демплатформи в КПРС».
1990—1994 — народний депутат України 1-го скликання (обраний по Індустріальному виборчому округу № 369 м. Харкова).
Депутат Харківської обласної ради.
7 червня 1990 — 29 червня 1993 — Заступник Голови Верховної Ради України. На цій посаді одним з перших російськомовних політичних діячів перейшов на українську мову в офіційному спілкуванні.
1993 — президент міжнародного фонду «Ділова діаспора України». 1994 — радник Президента України з питань регіональної політики.
Член ПДВУ; голова об'єднання «Нова Україна»; засновник та голова Межрегіонального блоку Реформ, голова товариства «Україна-Японія».
На парламентських виборах 1994 року Володимир Гриньов знову балотувався на посаду Народного депутата України, цього разу від Радянського виборчого округу (№ 376). У першому турі 27 березня він посів перше місце, але набрав менше 50 % голосів, через що на 10 квітня був призначений другий тур. Але 31 березня його опонент Валерій Мещеряков, який набрав у першому турі 13,70 % голосів, зняв свою кандидатуру. Таким чином вибори Володимира Гриньова пройшли безальтернативно і він отримав 75,64 % голосів. Після тривалих дебатів Верховна Рада України 12 травня відмовила йому у визнанні повноважень.